# Wakashan
Wakashan je porodica sjevernoameričkih indijanskih jezika raširena na sjeverozapadnoj obali Amerike, ukljućujući rt Flattery u Washingtonu, područje Ozette, veliki dio otoka Vancouver u Kanadi i dijelovi kontinentalne obale kanadske provincije Britanska Kolumbija. Jezici ove porodice granaju se u dvije skupien, to su: 1) Kwakiutlan kojima se služe plemena Bella Bella ili Heiltsuk (Bellabella:Kokaitk, Oealitk, Oetlitk;  China Hat, Nohuntsitk, Somehulitk, Wikeno) i Haisla (s Kitamat, Kitlope.) i Kwakiutl plemena:  Kwakiutl, Nawiti, Koskimo. 
Lokalno se dijele na seoske bande: Awaitlala (A'wa'etlala), Goasila, Guauaenok, Hahuamis, Hoyalas (izumrli), Koeksotenok, Kwakiutl (uključuju: Guetela, Komkutis, Komoyue, Matilpe i Walas Kwakiutl u Fort Rupertu), Lekwiltok, Mamalelekala, Nakoaktok, Nimkish, Tenaktak, Tlauitsis, Tsawatenok.
Druga skupina je Nootkan koja uključuje jezike plemena konfederacije Aht i Indijance Makah i Ozette. posljednja dva su iz Washingtona.
Konfederaciji Aht ili Nootka pripadaju pleemna: Ahousaht, Checleset (Chaicclesaht), Clayoquot, Ehatisaht, Ekoolthaht, Hachaaht, Hesquiaht, Kelsemaht, Klahosaht, Kwoneatshatka, Kyuquot, Makah, Manosaht, Mooachaht, Muchalat, Nitinat, Nuchatlitz (Nuchatlaht), Oiaht (Ohiaht), Opetchesaht, Ozette, Pacheenaht, Seshart (Tseshaht), Toquart (Toquaht), Uchucklesaht (Uchucklesit), Ucluelet.

## Jezici
Obuhvaća najmanje 5 jezika
a) Sjeverni (3)
a. Haisla [has] (Kanada)
b. Heiltsuk [hei] (Kanada)
c. Kwakiutl [kwk] (Kanada)
b) Južni (2)
a. Makah [myh] (SAD)
b. Nootka [noo] (Kanada)

## Vanjske poveznice
- Ethnologue (14th)
- Ethnologue (15th)
- The Wakashan Linguistics Page
- Tree for Wakashan[neaktivna poveznica]